# Allemagne au Concours Eurovision de la chanson 2008
L'Allemagne a participé au Concours Eurovision de la chanson 2008 à Belgrade en Serbie. C'est la 53ème participation de l'Allemagne au Concours Eurovision de la chanson.
Le pays est représenté par le groupe No Angels et la chanson Disappear, sélectionnés via une présélection interne organisée par les diffuseurs allemands ARD et NDR.

## Présélection
| N° | Interprète           | Titre            | Votes  | Place |
| -- | -------------------- | ---------------- | ------ | ----- |
| 1  | Marquess             | La histeria      |        |       |
| 2  | Tommy Reeve          | Just one woman   |        |       |
| 3  | Cinema Bizarre       | Forever or never |        |       |
| 4  | Carolin Fortenbacher | Hinterm Ozean    | 49,5 % | 2nde  |
| 5  | No Angels            | Disappear        | 50,5 % | 1er   |

Le représentant de l'Allemagne au concours fut finalement le groupe No Angels.

## À l'Eurovision
En finale, elle a été classée que 23e avec seulement 14 points.